# Juncus supiniformis
Juncus supiniformis är en tågväxtart som beskrevs av Georg George Engelmann. Juncus supiniformis ingår i släktet tåg, och familjen tågväxter. Inga underarter finns listade i Catalogue of Life.